# جائزة بريطانيا الكبرى 1987
جائزة بريطانيا الكبرى 1987 هو سباق فورمولا 1 أقيم بتاريخ 12 يوليو 1987 في حلبة سلفرستون، سيلفرستون، بريطانيا العظمى. كان السابع من أصل 16 في بطولة العالم لسباقات الفورمولا واحد موسم 1987. حلّ البريطاني نايجل مانسيل أولا بينما جاء البرازيلي نيلسون بيكيه في المركز الثاني وحصل على المركز الثالث البرازيلي آيرتون سينا.